# Sultan

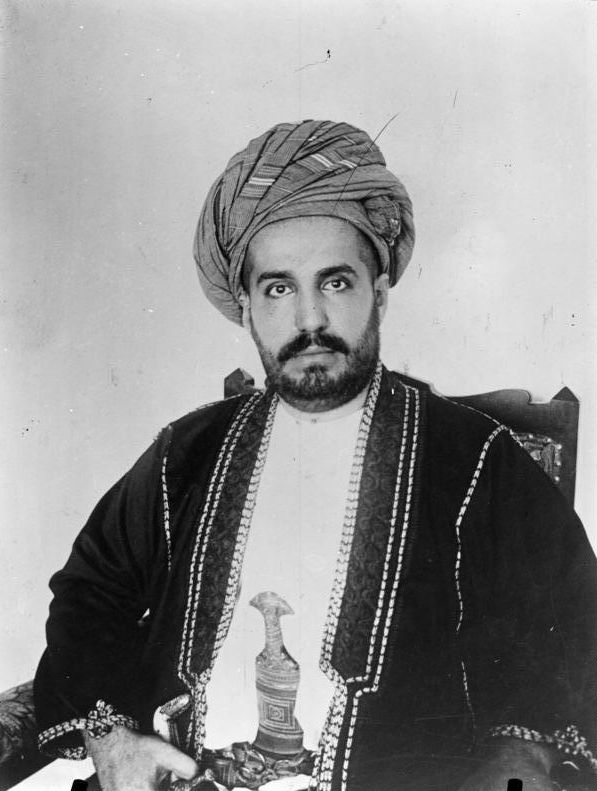
Sultan din Africa de Est

Sultan/sultanah (sultân: „stăpânire”, „stăpân”) este un titlu islamic, care, începând cu secolul al X-lea, a fost folosit în diferite epoci și regiuni, de exemplu în India și în Imperiul Otoman. La popoarele turcice a înlocuit titlul de atabeg.
Forma adjectivală a cuvântului este „sultanic”/„sultanică”, iar dinastia și teritoriile conduse de un sultan sunt numite sultanate (سلطنة salṭanah). Termenul este diferit de rege (ملك malik), în ciuda ambelor referiri la un conducător suveran. Folosirea termenului „sultan” se limitează la țările musulmane, unde titlul poartă semnificație religioasă și contrastează cu termenul mai secular de „rege”, care este folosit atât în țările musulmane, cât și în cele non-musulmane.
O formă feminină de sultan, folosită de occidentali, este Sultana sau Sultanah și acest titlu a fost folosit legal pentru unele (nu toate) femei-monarh musulmane, pentru mamele sultanilor și consoartele conducătorilor. Cu toate acestea, limba turcă și turca otomană folosesc de asemenea sultan pentru doamnă imperială, deoarece gramatica turcă - care este influențată de gramatica persană - folosește aceleași cuvinte atât pentru femei, cât și pentru bărbați.